# Spellbound (jeu vidéo)
Pour les articles homonymes, voir Spellbound.
Spellbound est un jeu vidéo qui a été conçu et programmé par David Jones, composé par Rob Hubbard et sorti en 1985 pour les micro-ordinateurs ZX Spectrum et Amstrad CPC (converti par Ed Hickman). Des versions pour le Commodore 64 (converti par Richard Darling) et les micro-ordinateurs Atari 8 bits (converti par Adrian Sheppard) et une version améliorée sur Spectrum 128K avec de la musique et des graphismes supplémentaires ont toutes été publiées en 1986. Il s'agit du deuxième jeu de la série Magic Knight et a été publié par Mastertronic dans le cadre de leur label Mastertronic Added Dimension.

## Intrigue
Magic Knight est transporté dans un château avec une multitude d'autres personnages et doit sauver son ami Gimbal le sorcier. Gimbal s'est retrouvé piégé par un sortilège de "blanchiment" auto-infligé tout en essayant de créer un pudding de riz au meilleur goût. Magic Knight doit sauver Gimbal de son emprisonnement auto-infligé, puis s'assurer que lui et les autres habitants du château sont tous renvoyés à leur heure et lieu de départs.

## Jouabilité
Contrairement au jeu précédent de la série, Finders Keepers, le jeu est moins orienté vers l'action et plus vers une aventure graphique bien qu'il contienne encore quelques éléments de jeu de plateforme.
Le joueur contrôle Magic Knight alors qu'il se promène dans le château. En plus du personnage principal, le casting contient également divers autres personnages qui s'y sont retrouvés. Comme Magic Knight, ces personnages se déplacent (bien que hors écran, ils sont toujours statiques), peuvent s'endormir et avoir faim. Magic Knight doit s'occuper et "entretenir" ces autres personnages (ainsi que lui-même) et cela ajoute un élément stratégique supplémentaire au gameplay.
Magic Knight interagit avec son environnement et d'autres personnages à l'aide d'un système de fenêtre déroulant appelé "Windimation", qui regorge de commandes telles que "prendre un objet" et "parler au personnage". Pour cette raison, une grande partie du gameplay est assez similaire aux aventures graphiques ultérieures telles que The Secret of Monkey Island . La plupart des énigmes du jeu sont résolues en utilisant des objets au bon endroit ou en donnant des objets au bon personnage, puis en les laissant aider le joueur. Une autre méthode pour résoudre les problèmes consiste à utiliser les capacités de lancement de sorts de Magic Knight. La plupart de ses sorts exigent qu'il ait d'abord récupéré certains objets.
Le château lui-même se compose de plusieurs étages (dont un jardin suspendu et un sous-sol) accessibles par un ascenseur. Certaines de ces zones ne sont entièrement accessibles qu'une fois certaines énigmes résolues.
Magic Knight n'a qu'une certaine quantité d'énergie et s'il en manque, il meurt et la partie est terminée. Son énergie est épuisée à la fois en se déplaçant entre les pièces et lorsque des objets dangereux tels que des balles rebondissantes le frappent. Trouver un moyen de recharger l'énergie de Magic Knight est l'une des premières énigmes que le joueur doit résoudre. Il y a aussi quelques pièces qui font mourir Magic Knight simplement en y entrant. Ceux-ci peuvent être passés en résolvant des énigmes.
Le jeu est également joué contre une limite de temps : il n'y a que 48 heures de temps de jeu jusqu'à ce que Gimbal soit détruit par son sort et que Magic Knight et les autres personnages soient piégés dans le château pour toujours.

## Héritage
Deux autres jeux Magic Knight sont sortis : Knight Tyme (1986) et Stormbringer (1987).
Un jeu appelé Crime Busters mettant en vedette un détective dans un manoir, a été publié par IJK Software en 1986 et s'est avéré utiliser des parties importantes du code Spellbound. Ce jeu a été retiré à la suite de la demande de Mastertronic d'excuses écrites de l'auteur de Crime Busters, Harry S. Price, et à la menace de poursuites judiciaires après que Price ait refusé de s'excuser. 